# 野毛鼻鯰
野毛鼻鯰，為輻鰭魚綱鯰形目毛鼻鯰科的其中一種，為溫帶淡水魚，分布於南美洲智利中部山區淡水流域，體長可達11.6公分，棲息在底層水域，生活習性不明。

## 扩展阅读
維基物種上的相關：野毛鼻鯰